# Гартман, Фома Александрович
Фома Александрович Гартман, Томас де Хартман (нем. Thomas De Hartmann; 21 сентября 1885, Хоружевка, Полтавская губерния, Российская империя (ныне — с. Хоружевка Сумской области, Украина) — 28 марта 1956, Нью-Йорк, США) — украинский композитор. 

## Биография
Начинал заниматься музыкой в Московской консерватории под руководством Антона Аренского, затем Сергея Танеева; в 1900—1904 годах учился в Санкт-Петербургской консерватории в классе фортепиано Анны Есиповой. В 1907 году получил определённую известность благодаря балету «Аленький цветочек», поставленному в Мариинском театре Николаем Легатом (спустя многие годы Сергей Маковский называет его в мемуарах «небезызвестным композитором балета „Аленький цветочек“»). Затем в течение ряда лет жил в Мюнхене, где совершенствовал профессиональное мастерство под руководством Феликса Мотля. Сблизившись с Василием Кандинским, написал музыку к задуманной им опере «Жёлтый звук» (нем. Der gelbe Klang; 1912), опубликовал статью «Об анархии в музыке» (нем. Über die Anarchie in der Musik) в журнале «Синий всадник».
С началом Первой мировой войны вернулся в Россию, некоторое время служил офицером. После Октябрьской революции 1917 года перебрался в Тифлис, вёл класс композиции в Тифлисском музыкальном училище (среди его учеников, в частности, Тамара Вахвахишвили, Даниел Казарян). Автор музыки к мхатовскому спектаклю «Король темного чертога» Р. Тагора в переводе Ю. Балтрушайтиса. Сохранилась театральная программка от 4 июня 1920 г., в которой указано, что в «Грузинском клубе» (предположительно в Боржоми) состоялся спектакль «Король темного чертога» с участием: Германовой, Шарова, Крыжановской, Греча, Комиссарова и Массалитинова. Музыка Ф. А. Гартмана (у рояля автор).
В 1921 году через Константинополь эмигрировал в Берлин, затем в Париж, где преподавал в Русской консерватории, возглавлявшейся Николаем Черепниным. Написал балет «Бабетта» (1935), четыре симфонии, фортепианный концерт (премьера в исполнении автора с оркестром Ламурё под управлением Эжена Биго), романсы (в том числе первые романсы на стихи Марины Цветаевой), работал над оперой «Эсфирь» (по Расину). По воспоминаниям Романа Гуля, музыку Гартмана ценили Фёдор Шаляпин и Сергей Рахманинов. В 1950 году переехал в США.
Родному краю композитор посвятил такие произведения, как одноактный балет «Праздник в Украине»(Feast in Ukraine, Op. 62 (1940) и «Колядки, украинские рождественские песни» (Koliadky, Ukrainian Christmas Songs, for Orchestra, Op. 60 (1944). Также украинские мотивы можно найти в других творениях Гартмана: «Концерте для виолончели № 57», «Скрипичном концерте № 66» и «Трио для флейты для скрипки и фортепиано».
Автор музыки для кинематографа, фильмы: Kriss (1932, США), L’or des mers (1932, Франция), его музыка использовалась в фильме «Встречи с замечательными людьми» (реж. Питер Брук, 1979, Англия-Франция).
Гартман известен как один из преданных учеников и сподвижников Георгия Гурджиева. Он сотрудничал с Гурджиевым на протяжении 12 лет (1917—1929), сочинял в соавторстве с ним музыку для сопровождения «сакральных танцев» Гурджиева. Оставил воспоминания «Наша жизнь с Гурджиевым» (англ. Our Life with Mr. Gurdjieff), написанные совместно с женой Ольгой Аркадьевной Гартман (в девичестве Шумахер, 1885—1979) — внучкой действительного тайного советника А. Д. Шумахера.

### О нём
- Штерн М. «Кончерто Андалуз» Ф. А. Гартмана // Новое русское слово.— Нью-Йорк, 1952.— 16 ноября (№ 14813).— С. 4 (Вокруг театра).
- Свет Г. Концерт из произведений Ф. А. Гартмана // Новое русское слово.— Нью-Йорк, 1954.— 14 января (№ 15237).— С. 3.
- Свет Г. «Беляевские пятницы» в Нью-Йорке // Новое русское слово.— Нью-Йорк, 1954.— 12 декабря (№ 15569).— С. 5.
- А. С. [Седых А.] Скончался композитор Ф. А. Гартман // Новое русское слово.— Нью-Йорк, 1956.— 28 марта (№ 15614).— С. 2.
- Яссер И. Концерт памяти Ф. А. Гартмана // Новое русское слово.— Нью-Йорк, 1956.— 19 апреля (№ 15636).— С. 3.
- Вечер памяти композитора Ф. А. Гартмана // Новое русское слово.— Нью-Йорк, 1957.— 10 марта (№ 15961).— С. 4.
- Свет Г. Концерт памяти Ф. А. Гартмана // Новое русское слово.— Нью-Йорк, 1957.— 31 марта (№ 15982).— С. 4.
- Девять романсов Ф. А. Гартмана на слова Пушкина // Новое русское слово.— Нью-Йорк, 1960.— 3 июля (№ 17282).— С. 3 (Хроника).

## Музыка
- Возьми венок из рифм моих : Романс для высокого голоса с сопровожд. ф.-п.; d.1-as.2 / Слова Т. Щепкиной-Куперник. — СПб. : Циммерман, б.г. — 5 с.
- Летняя ночь : Романс для пения с сопровожд. ф.-п.: Для среднего голоса; dis.1-fis.2: Op. 5, № 2 / Слова А. Голенищева-Кутузова. — СПб. : Циммерман, б.г. — 5 с.
- Жаворонок : Романс для пения с сопровожд. ф.-п.: Для среднего голоса; des.1-f.2: Op. 5, № 1 / Слова Гр. П. И. Капниста. — СПб. : Циммерман, б.г. — 5 с.
- Mazurka : (E-moll): Op. 4, № 2. — М. ; Лейпциг : P. Jurgenson, б.г. — 5 с.
- Запретность : Для голоса с ф.-п.: Соч. 8, № 2: b-f.2 / Муз. Ф. Гартмана; Слова К. Бальмонта. — М. : Юргенсонъ, б.г. — 5 с.
- Рыцарь : Для голоса с ф.-п.: Соч. 8, № 1: b-fis.2 / Муз. Ф. Гартмана; Стихотв. К. Бальмонта. — М. : Юргенсонъ, б.г. — 7 с.
- Высокая свеча : Для голоса с ф.-п.: Op. 8, № 4: h-e.2 / Муз. Ф. Гартмана; Слова К. Бальмонта. — М. : Юргенсонъ, б.г. — 5 с
- Из стихов Д. М. Авсония : Сюита для пения (контральто) с оркестром: Соч. 10 / Муз. Ф. Гартмана; Пер. В. Брюсова. — М. : П. Юргенсон, [1914]. — 17 с.
- Из стихов Д. М. Авсония (310—394 по Р. Х.) : Сюита для пения и оркестра / Пер. Валерия Брюсова. — б.г. — 35 с.

Части 1. Рим, 2. Эхо художнику, 3. О имени некоего Люция, вырезанном на мраморе, 4. Эпитафия на могиле человека счастливого
- Musique pour les mouvements de G.I. Gurdjieff : Pour le piano. — Париж : Janus, cop. 1950. — 68 с.
- Hymnes d’un grand temple : Pour le piano. — Париж : Janus, cop. 1950. — 19 с.
- Oeuvres musicales de G. Gurdjieff. T. 4. Chant religieux : Pour piano solo et avec accomp. de tamburo orientale ou de daff. — Париж : Janus, cop. 1955. — [41] л.